# 熊本県道104号熊本浜線
熊本県道104号熊本浜線（くまもとけんどう104ごう くまもとはません）は、熊本県熊本市中央区から上益城郡山都町に至る一般県道である。

## 概要
熊本市中央区南熊本5丁目から上益城郡山都町上寺に至る。当県道は大部分が国道445号および国道266号との重複区間になっている。この国道との重複区間を除く熊本市内の区間については、並行する「浜線バイパス」（国道266号および国道445号）に対して、「旧浜線」もしくは「旧浜線バイパス」と呼ばれることがある。
「熊本浜線」の「浜」とは、矢部町（現山都町）の中心地であり、1955年（昭和30年）の矢部町成立まで自治体として存在した「浜町（はままち）」から採られたものである。また、熊本浜線バイパスや同道周辺に見られる店舗名（ゆめタウンはませんなど）は、本道に由来する。

### 路線データ
- 起点：熊本県熊本市中央区南熊本5丁目（南熊本交差点、国道266号交点）
- 終点：熊本県上益城郡山都町上寺（山都町上寺交差点、国道218号交点、国道445号上）
- 総延長：40.6 km

## 歴史
- 1954年（昭和29年） - 建設省告示により、県道熊本宮崎線の一部を熊本浜線として主要地方道に指定。
- 1955年（昭和30年） - 上記告示に基づき路線認定。当初の整理番号は12。
- その後、1972年（昭和47年）ごろまでに整理番号が2に変更される。
- 1982年（昭和57年） - 4月1日の建設省告示による主要地方道としての指定がなされなかったため一般県道となり、10月29日から整理番号が104に変更される。

## 路線状況

### 重複区間
- 熊本県道236号神水川尻線（熊本市南区田井島2丁目・田迎小入口交差点 - 熊本市南区良町2丁目）
- 国道266号（熊本市東区画図町大字下無田 - 上益城郡嘉島町大字鯰・嘉島町鯰交差点）
- 国道445号（熊本市東区画図町大字下無田・御嶺交差点 - 上益城郡山都町上寺・山都町上寺交差点（終点））
- 国道443号（上益城郡嘉島町大字辺田見）
- 熊本県道152号稲生野甲佐線（上益城郡山都町北中島・山都町北中島交差点 - 上益城郡山都町金内）

### 道路施設

#### 橋梁
- 中の瀬橋（加勢川、熊本市東区 - 上益城郡嘉島町、国道445号重複区間内）
- 金内橋（御船川、上益城郡山都町、国道445号重複区間内）

#### トンネル
- 七滝トンネル：延長130 m、1996年（平成8年）竣工、上益城郡御船町（国道445号重複区間内）

## 地理

### 通過する自治体
- 熊本市（中央区 - 南区 - 東区）
- 上益城郡嘉島町
- 上益城郡御船町
- 上益城郡山都町

### 交差する道路
| 交差する道路                                                          | 市町村名 | 市町村名 | 交差する場所     | 交差する場所        |
| --------------------------------------------------------------------- | -------- | -------- | ---------------- | ------------------- |
| 国道266号 国道445号 重複                                              | 熊本市   | 中央区   | 南熊本5丁目      | 南熊本交差点 / 起点 |
| 国道57号 熊本県道236号神水川尻線 重複区間起点                         | 熊本市   | 南区     | 田井島2丁目      | 田迎小入口交差点    |
| 熊本県道236号神水川尻線 重複区間終点                                  | 熊本市   | 南区     | 良町2丁目        |                     |
| 熊本県道182号田迎木原線                                               | 熊本市   | 南区     | 良町2丁目        |                     |
| 国道266号 重複区間起点 国道445号 重複区間起点 熊本県道103号熊本空港線 | 熊本市   | 東区     | 画図町大字下無田 |                     |
| 国道266号 重複区間終点                                                | 上益城郡 | 嘉島町   | 大字鯰           | 嘉島町鯰交差点      |
| 熊本県道50号熊本嘉島線                                                | 上益城郡 | 嘉島町   | 大字上島         |                     |
| 熊本県道32号小川嘉島線                                                | 上益城郡 | 嘉島町   | 大字上島         | 嘉島町上島交差点    |
| 熊本県道226号六嘉秋津新町線                                           | 上益城郡 | 嘉島町   | 大字上六嘉       |                     |
| E3 九州自動車道                                                       | 上益城郡 | 御船町   | 大字小坂         | 16 御船IC           |
| 熊本県道239号御船甲佐線                                               | 上益城郡 | 御船町   | 大字小坂         |                     |
| 国道443号 重複区間起点                                                | 上益城郡 | 御船町   | 大字辺田見       |                     |
| 国道443号 重複区間終点                                                | 上益城郡 | 御船町   | 大字辺田見       | 辺田見交差点        |
| 上益城平坦部広域農道 / マミコゥロード                                 | 上益城郡 | 御船町   | 大字滝尾         |                     |
| 熊本県道219号横野矢部線                                               | 上益城郡 | 御船町   | 大字横野         |                     |
| E77 九州中央自動車道                                                  | 上益城郡 | 山都町   | 北中島           | 3 山都中島西IC      |
| 熊本県道57号益城矢部線 熊本県道152号稲生野甲佐線 重複区間起点         | 上益城郡 | 山都町   | 北中島           | 山都町北中島交差点  |
| 熊本県道152号稲生野甲佐線 重複区間終点                                | 上益城郡 | 山都町   | 金内             |                     |
| 熊本県道223号島木上寺線                                               | 上益城郡 | 山都町   | 上寺             |                     |
| 国道218号 国道445号 重複区間終点                                      | 上益城郡 | 山都町   | 上寺             | 山都町上寺交差点    |

### 交差する鉄道
- 豊肥本線

### 沿線
- JR九州豊肥本線 南熊本駅
- 熊本市立詫麻中学校
- 熊本市立田迎小学校
- 緑川
- 加勢川
- イオンモール熊本
- 平成音楽大学
- 御船町役場
- 熊本県立御船高等学校
- 御船町立御船小学校
- 矢部ゴルフクラブ